# 奥博尼
奥博尼是匈牙利佩斯州的一个镇，面积127.97平方公里，人口15,778人（2004年）。